# 창원 황씨
창원 황씨(昌原黃氏)는 경상남도 창원시를 본관으로 하는 한국의 성씨다. 원래는 의창 황씨와 회원 황씨가 따로 존재했으나, 조선 태종 8년(1408년)에 의창과 회원이 창원으로 합쳐짐에 따라 창원 황씨가 새로이 생겨나게 되었다. 황석기(黃石奇), 황충준(黃忠俊), 황양충(黃亮沖)을 기세조로 하는 3파가 있다.

## 역사
창원 황씨는 황석기(黃石奇), 황충준(黃忠俊), 황양충(黃亮沖)을 각각 시조로 하는 3파가 있다.

## 공희공파
본래는 회원 황씨(檜原 黃氏)였고, 당황(唐黃 : 중국에서 이주한 황씨)으로 불렸다. 

1408년(태종 8) 의창과 회원이 창원으로 합쳐진 후 창원 황씨(昌原 黃氏)로 통합되었다.
공희공파 시조 황석기(黃石奇)가 1349년(충정왕 1) 회산군(檜山君)에 봉해졌고, 1358년 문하시랑 동중서문하평장사(門下侍郎同中書門下平章事)에 이르렀다.
황석기의 아들 황상(黃裳)이 문하찬성사·서강도원수 등을 지냈다. 황석기의 아들 황창의 증손 황형(黃衡)은 공조판서를, 황형의 아들 황기(黃琦)는 직제학·대사간을 거쳐 도승지 ·경기도 관찰사 등을 역임하였다.
황형의 증손 황신(黃愼)이 1588년 문과에 장원으로 급제하여 공조판서, 호조판서 등을 역임하였고, 회원부원군(檜原府院君)으로 봉해졌으나, 계축옥사 때 유배되었다.

## 시중공파
본래는 의창 황씨(義昌 黃氏)였고, 토황(土黃 : 토착 황씨)으로 불렸다.

1408년(태종 8) 의창과 회원이 창원으로 합쳐진 후 창원 황씨(昌原 黃氏)로 통합되었다.
시중공파 시조 황충준(黃忠俊)이 고려 충렬왕 때에 문하부판문하시중(門下府判門下侍中)을 역임하였다.
황충준 이후 세계가 확실하지 않아 고려 때 공부상서(工部尙書) 정토장군(征討將軍)을 지낸 황신(黃信)을 기세조로 한다.
황신의 아들 황거정(黃居正)이 조선 개국공신에 녹훈되었고, 좌군도총제(左軍都摠制)에 이르렀다.
황거정의 6대손 황림(黃琳)이 1590년(선조 23) 광국공신(光國功臣) 3등으로 책록되고 의성군(義城君)으로 봉해졌으며, 이조판서(吏曹判書)에 이르렀다.
황흠(黃欽, 1639년 ∼ 1730년)은 숙종 때 이조판서에 오르고, 황흠의 손자인 황자(黃梓)는 호조참판을 지냈다. 황자의 큰아들 황인검은 형조판서를 지냈고, 둘째 아들 황인점은 영조의 딸 화유옹주와 결혼하여 창성위(昌城尉)에 봉해졌다.

## 호장공파
호장공파 시조 황양충(黃亮沖)은 고려시대 창원에서 호장을 역임하였다.
황양충의 후손 황사우(黃士祐, 1486년 ~ 1536년)가 중종 때 별시문과에 갑과로 급제하여 호조·예조·이조의 판서를 지내고 우찬성에 올랐다.
황사우의 아들 황응규(黃應奎)는 주세붕(周世鵬)·이황(李滉)의 문인으로 1543년(중종 38) 생원시에 합격하였고, 임진왜란 때 절충장군(折衝將軍)을 거쳐 동지돈녕부사(同知敦寧府事)가 되었다.
황응규의 아들 황섬(黃暹)은 1570년(선조 3) 식년문과에 갑과로 급제하였고, 소북파의 영수로 영의정을 지낸 류영경(柳永慶)의 처남으로서 부제학·대사헌이 되었으나, 계축옥사 이후 낙향하여 학문에만 전념하였다. 시호는 정익(貞翼)이다.

## 항렬자
- 공희공파(중시조로 1세)

| 18세            | 19세            | 20세            | 21세            | 22세            | 23세            | 24세            | 25세            | 26세            | 27세            | 28세            | 29세            | 30세            | 31세            | 32세            | 33세            | 34세            | 35세            | 36세            | 37세            |
| --------------- | --------------- | --------------- | --------------- | --------------- | --------------- | --------------- | --------------- | --------------- | --------------- | --------------- | --------------- | --------------- | --------------- | --------------- | --------------- | --------------- | --------------- | --------------- | --------------- |
| 한(漢) 口희(熙) | 덕(德) 口주(周) | 기(基) 口우(祐) | 종(鍾) 口익(益) | 인(寅) 口식(植) | 용(容) 口환(煥) | 교(敎) 口규(圭) | 진(鎭) 口석(錫) | 순(淳) 口원(源) | 상(相) 口근(根) | 사(思) 口희(熙) | 재(在) 口계(桂) | 호(鎬) 口수(銖) | 태(泰) 口철(澈) | 영(榮) 口동(東) | 희(憙) 口열(烈) | 규(圭) 口배(培) | 석(錫) 口흠(欽) | 수(洙) 口태(泰) | 영(榮) 口표(杓) |

- 시중공파(중시조로 1세)

| 15세   | 16세   | 17세   | 18세     | 19세              | 20세              | 21세          | 22세              | 23세              | 24세              | 25세          | 26세              | 27세     | 28세          | 29세              | 30세              | 31세              | 32세              | 33세              | 34세              | 35세              |
| ------ | ------ | ------ | -------- | ----------------- | ----------------- | ------------- | ----------------- | ----------------- | ----------------- | ------------- | ----------------- | -------- | ------------- | ----------------- | ----------------- | ----------------- | ----------------- | ----------------- | ----------------- | ----------------- |
| 인(仁) | 기(基) | 종(鍾) | 口연(淵) | 口수(秀) 口휴(休) | 口성(性) 口열(烈) | 규(圭) 치(致) | 口선(善) 口현(鉉) | 口순(淳) 口태(泰) | 口동(東) 口근(根) | 희(熙) 영(榮) | 口균(均) 口곤(坤) | 口진(鎭) | 용(溶) 한(漢) | 口권(權) 口주(柱) | 口섭(燮) 口엽(燁) | 口배(培) 口훈(壎) | 口호(鎬) 口은(銀) | 口택(澤) 口윤(潤) | 口식(植) 口표(杓) | 口로(魯) 口혁(爀) |

## 조선 왕실과의 인척 관계
- 양원군(성종의 서자) 사위 황수천
- 화유옹주(영조의 서녀) 부마 황인점

## 같이 보기
- 장수 황씨
- 평해 황씨
- 우주 황씨
- 회덕 황씨
- 상주 황씨
- 덕산 황씨
- 제안 황씨